# الأدوية المستعملة في طب الأسنان واللثة
في علاج اللثة، هناك أربعة أسباب لطلب الدواء. وتشمل هذه الأسباب الأربعة العدوى والتورم والألم والتخدير. على الرغم من أن بعض المرضى قد يعانون من الألم والتورم والعدوى نتيجة لمشكلة اللثة الحادة مثل أمراض اللثة المتقدمة، إلا أن مرضى اللثة لا يحتاجون عادةً إلى الأدوية إلا إذا احتاجوا إلى عملية جراحية. للجراحة الناجحة، يتم تقديم الدواء قبل العملية، عادة في الصباح قبل الإجراء ويستمر لمدة تصل إلى أسبوعين بعد ذلك.

## التخدير الواعي في طب الأسنان
خلال الجراحة، يستخدم أطباء الأسنان الأدوية ليس فقط لتخفيف ألم الإجراء، ولكن أيضًا لتقليل قلق المريض. مع التخدير الواعي، تظل مرتاحًا وخاليًا من الألم. ويشار أيضًا إلى مصطلح «طب أسنان الأدوية» على أنه علاج أسنان خالٍ من القلق أو علاج أسنان استرخائي أو علاج أسنان مريح. ويعود السبب أن معظم المرضى يشعرون بالقلق أثناء رحلة روتينية إلى عيادة طبيب الأسنان.
هناك عدد من أدوية التخدير التي يمكن تناولها عن طريق الفم. لقد تم تطويرها خصيصًا لغرض التخدير الواعي في طب الأسنان. طب أسنان النوم هو مصطلح شائع يستخدم لوصف زيارة طبيب الأسنان. الشيء المثير للاهتمام هو أنه على الرغم من أنه تمت الإشارة إليه باسم طب أسنان النوم، إلا أن المريض لا ينم أبدًا أثناء الزيارة. طب أسنان النوم يجب أن يطبق على طب الأسنان الذي يستخدم التخدير العام. سيحدد طبيب الأسنان الدواء الأفضل استخدامه أثناء التهدئة.

### ديازيبام
ربما يكون هذا الدواء أكثر نوع متعارف عليه اليوم. يستخدم الديازيبام (الفاليوم) منذ الستينيات. وهو مهدئ معروف. إنه مفيد للغاية خلال المواعيد حيث يتم إجراء أوسع نطاق لطب الأسنان.

### تريازولام
Triazolam (Halcion) هو العلاج الأكثر شهرة للأرق. وهو دواء فعال للغاية يمكن استخدامه مع مضادات الهيستامين. يشبه الديازيبام وهو خيار شائع للعديد من أطباء الأسنان المختلفين. يستخدم تريازولام عادة في المواعيد الأقصر.

### زاليبلون
يستخدم زاليبلون (سوناتا) أيضًا في علاج الأرق. لا يكون المريض في حالة نوم ممتد طوال فترة التخدير عن طريق الفم، ولكنه مرتاح طوال العملية.

### لورازيبام
لورازيبام ((أتيفان) هو دواء شائع جدًا للقلق. وإنه فعال للغاية في المواعيد التي تزيد عن ساعتين.

### هيدروكسيزين
يصنف هيدروكسيزين (فيزتاريل على أنه مضاد الهيستامين. له تأثيرات مضادة للقلق ويعمل بالاقتران مع العديد من البنزوديازيبينات. وليس له خصائص فقدان الذاكرة.

### ميدازولام
ميدازولام له أقصر نصف عمر لأي من الأدوية المتاحة. ومثالي للمواعيد القصيرة والإجراءات البسيطة. لديها العديد من الخصائص المضادة للقلق وكذلك خصائص فقدان الذاكرة.

## معلومات عامة عن الأدوية
تستخدم الأدوية عادة للسيطرة على الألم والقلق في طب الأسنان. نادرًا ما يكون المريض غير واعي تمامًا أثناء إجراء عملية الأسنان، حتى لو لم يتمكن المريض من تذكر الإجراء بدقة عند الاستيقاظ.

## مضاد التهاب
تستخدم الأدوية المضادة للالتهابات لتخفيف الانزعاج واحمرار الفم واللثة. وهي متوفرة فقط بوصفة طبية وهي متاحة كمعاجين تحت بعض الأسماء التجارية مثل كينالوج واوراباس. هناك أيضًا أدوية مضادة للالتهابات بدون وصفة طبية، مثل موترين، والتي يمكن استخدامها لتخفيف الألم وهي متاحة بدون وصفة طبية.

## تخدير
يتم استخدام التخدير الموضعي، والتخدير العام، وأكسيد النيتروز، والتخدير الوريدي خلال الإجراءات الشائعة للمساعدة في تخفيف الألم والقلق والسيطرة عليه.
عادة ما تكون عوامل التخدير الموضعية داخل الفم للتحكم في الألم أو التهيج الناجم عن ألم الأسنان أو التسنين أو القروح في الفم أو حوله. التخدير الموضعي متاح بوصفة طبية أو بدون وصفة طبية. وهي متوفرة في البخاخات ومعجون الأسنان والمواد الهلامية للأسنان والمستحلبات والمراهم والحلول. من الأمثلة على التخدير المتاح بدون وصفة طبية أنبيسول وكلوراسيبتيك وأوراجيل وزيلوكائين. يتم أيضًا إعطاء بعض الأدوية للسيطرة على اللويحات والتهاب اللثة. يتوفر هذا النوع من الأدوية عادةً في غسول الفم.

## المطهرات
قد يوصي طبيب الأسنان بمطهرات (بدون وصفة طبية) للمساعدة في تقليل تراكم اللويحات والتهاب اللثة، وكذلك قتل الجراثيم، والتي قد تكون سببًا في رائحة الفم الكريهة.
بمعرفة دور اللويحة فوق الصوتية في بدء أمراض اللثة وعدم كفاية السيطرة على الصفيحة، فإن استخدام المطهرات له ما يبرره. هذه المواد المضادة للبلاك مشتقة من فئات كيميائية مختلفة ولها آليات عمل مختلفة.

## أدوية أخرى
هناك أيضًا العديد من الأدوية التي تستخدم لعلاج تسوس الأسنان. يستخدم الفلوريد لمنع تسوس الأسنان لدى الأفراد. يتوفر الفلوريد في شكل غير موصوف طبيا ومتوفر في أنواع مختلفة من معاجين الأسنان.
كما يتم وصف مرخيات العضلات والأدوية المضادة للفطريات أحيانًا في طب الأسنان. يمكن وصف مرخيات العضلات من أجل تقليل مستويات إجهاد المريض و / أو لمساعدة المريض على التوقف عن طحن أسنانه. يمكن استخدامه أيضًا لعلاج اضطرابات المفصل الصدغي الفكي.
يمكن استخدام الأدوية المضادة للفطريات لعلاج مرض القلاع الفموي، وهو أمر شائع عند الرضع. الهدف من العلاج هو وقف انتشار عدوى المبيضات الفطرية.